# 上田健一 (ジャーナリスト)
上田 健一（うえだ けんいち、1927年2月2日 - 2016年10月18日）は、毎日新聞元主筆であり、毎日新聞社元社友。また「日本エッセイスト・クラブ」元理事長。

## 人物
秋田県秋田市出身。1951年早稲田大学政治経済学部卒業。読売新聞の渡邉恒雄とは東京大学新聞研究所（現・東京大学大学院情報学環教育部）の同期で、長きに渡る交友がある。1951年4月毎日新聞東京本社入社。社会部および政治部記者としてキャリアを積み、同社北米総局次長、ワシントン支局長、政治部長、論説委員長、大阪副代表兼編集局長を経て、1980年同社取締役に就任、同年主筆兼東京本社編集局長。1983年1月より同社顧問。1965年より1990年まで、随時TBS系列の「JNNニュースコープ」などの番組でニュースキャスターとして出演。その他TBSラジオ「トピック解剖」、TBSテレビ「テレポートTBS6」の「今日のアングル」コーナー、「モーニングジャンボ奥さま8時半です」コメンテーターなど出演。1989年4月より10年間桐朋学園大学教授。
西山事件発覚時の政治部長であり、山崎豊子の小説『運命の人』に登場する毎朝新聞政治部長・司脩一のモデルである。

## 参照
- 「人事興信録」（2009年6月現在の最新版）